# 开封道
开封道，中华民国初期设置的道。
1913年4月以清末開歸陳許鄭道区域置豫东道，治开封县（今河南开封市）。1914年6月豫东道改置开封道，属河南省。治开封县（今河南开封市）。辖区约当今河南郾城、漯河、商水、项城、沈丘以北，荥阳、新密、禹州、许昌、襄城以东黄河南岸地区。1927年废。
开封道道尹孟广澎， 字剑涛、仲晦，河南商丘人。